# OSG Singelland
OSG Singelland is een openbare scholengemeenschap met zo’n 3800 leerlingen en ongeveer 380 medewerkers, verdeeld over zes locaties in Friesland. Vier locaties zijn in Drachten: Het Drachtster Lyceum, Van Haersmasingel (VHS), De venen en de ISK. Verder zijn er locaties in Burgum en Surhuisterveen. Singelland biedt sinds 1996 voortgezet onderwijs aan van praktijk tot en met gymnasium. Ook zijn er internationale schakelklassen voor niet-Nederlandstalige leerlingen.
Bij OSG Singelland staat op alle locaties Talent in ontwikkeling centraal. Daarbij biedt Singelland onderwijs op niveau van de individuele leerling, zijn er professionele medewerkers en wordt er gewerkt aan maatschappelijke opdrachten.

## Het Drachtster Lyceum
Het Drachtster Lyceum, opgericht in 1919 als Rijks Hogere Burger School, heeft jarenlang bekend gestaan als “De HBS”. Vanaf 1996 is de school onderdeel van OSG Singelland. Het Drachtster Lyceum is een school voor Havo-, Atheneum- en Gymnasiumonderwijs. Het karakteristieke schoolgebouw staat in het centrum van Drachten en wordt door ongeveer 1300 leerlingen bezocht.

## Van Haersmasingel
Van Haersmasingel (VHS) telt ongeveer 900 leerlingen. Met een aparte vleugel ingericht voor de onderbouw en een voor de bovenbouwleerlingen voelen de leerlingen zich snel thuis. Op de VHS wordt onderwijs gegeven aan leerlingen met een vmbo-advies. Daarbij is onderscheid tussen de volgende groepen: OOM, K/TL, TL en TL/Havo.

## De Venen

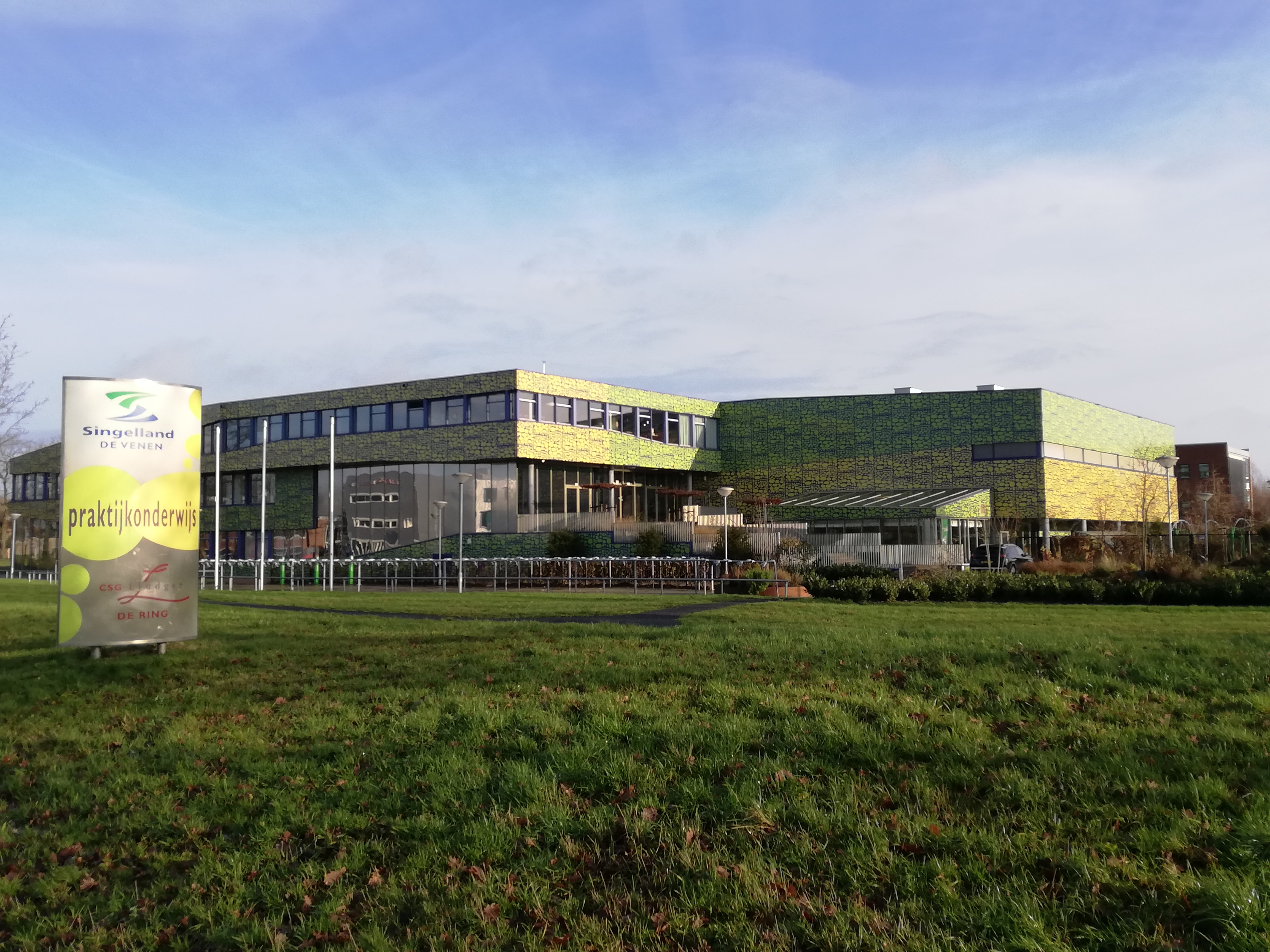
School voor praktijkonderwijs in Drachten (OSG Singelland De Venen en CSG Liudger, locatie De Ring)

De Venen is een praktijkschool waar leerlingen tussen de 12 en 18 jaar vooral leren door praktische opdrachten te doen. Dagelijks werken er ruim 240 leerlingen en kunnen zij certificaten en diploma’s behalen door opdrachten op school én in de praktijk via stages. Op praktijkschool De Venen worden de leerlingen opgeleid om direct aan het werk te gaan of door te stromen naar het mbo.

## ISK
Op ISK Drachten (internationale schakelklassen) worden anderstalige leerlingen tussen de 12 en 18 jaar opgeleid. In een periode van 1,5 tot 3 jaar leren zij de Nederlandse taal op een dusdanig niveau om door te schakelen naar vormen van regulier voortgezet onderwijs of Regionale Onderwijs Centra (ROC). ISK biedt de leerlingen onderwijs aan in zowel de Nederlandse taal als de Nederlandse gebruiken en gewoonten. Hierdoor leren zij om zelfstandig te functioneren in de Nederlandse maatschappij.

## Singelland Burgum
Op Singelland Burgum volgen dagelijks zo’n 230 leerlingen onderwijs op vmbo of havo/vwo. In de bovenbouw kunnen leerlingen eindexamen doen op het niveau vmbo-t of havo. Vanaf 2010 loopt de bovenbouw van havo in samenwerking met CSG Liudger en de havo-top Burgum.

## VO-Surhuisterveen
VO-Surhuisterveen is een samenwerkingsschool waarbij openbaar en christelijk onderwijs wordt aangeboden. De school is ontstaan door een samenvoeging van CSG Lauwers College en OSG Singelland in 2015. Er wordt onderwijs gegeven van basisberoepsgerichte leerweg tot en met havo.

## Matrix Lyceum
Het Matrix Lyceum in Drachten biedt passend onderwijs voor havo/vwo-leerlingen met een specifieke ondersteuningsbehoefte op het gebied van leren en gedrag. Ze werken samen met OSG Singelland, Het Drachster Lyceum en RENN4. Het Matrix Lyceum ging in augustus 2017 van start.